# Sosea odată un călăreț
Sosea odată un călăreț (titlul original: în engleză Comes a Horseman) este un film western-dramatic american, realizat în 1978 de regizorul Alan J. Pakula, protagoniști fiind actorii James Caan, Jane Fonda și Jason Robards. 
Amplasat în vestul american al anilor 1940, dar nu un western tipic, povestea a doi fermieri (Frank și Ella) a căror mică fermă este amenințată atât de dificultățile economice, cât și de visele expansioniste ale unui baron local (Ewing).

## Rezumat
Văduva Ella Connors, moștenește în anii 1940 de la tatăl ei, o fermă în Montana. Este hotărâtă să continue munca tatălui ei la fermă. Antreprenorul Jacob Ewing, o rudă a Ellei, cu care s-a culcat cândva, vrea să-i fure ferma și pământul în interesul său. Dar o companie petrolieră este interesată și ea de pământurile ei. Pe lângă bătrânul Dodger, care a lucrat deja pentru tatăl ei, Ella este susținută și de vecinul ei Frank Athearn, care a luptat în Italia în timpul celui de-al Doilea Război Mondial. Astfel, amândoi devin apropiați.
Jacob Ewing este atras de ideea să angajeze doi bărbați, pentru a-l înlătura pe Frank. Acesta supraviețuiește grav rănit acestui atac și este dus la ferma Ellei pentru a se însănătoși.
Cu toate acestea, Jacob Ewing este departe de a se da bătut. Athearn și Connors sunt prinși în ambuscadă de Ewing și oamenii lui. Sunt închiși într-o cameră a fermei care este incendiată, dar cei doi reușesc să se elibereze. Într-o luptă ulterioară, Ewing este grav rănit. Piciorul i se agață în scărița șeii calului său și este târât în timp ce animalul fugind în galop, îl târăște după el, costându-l pe Ewing în cele din urmă viața.

## Distribuție
- James Caan – Frank "Buck" Athearn
- Jane Fonda – Ella Connors
- Jason Robards – Jacob "J.W." Ewing
- George Grizzard – Neil Atkinson
- Richard Farnsworth – Dodger
- Jim Davis – Julie Blocker
- Mark Harmon – Billy Joe Meynert
- Macon McCalman – Virgil Hoverton
- Basil Hoffman – George Bascomb
- James Kline – Ralph Cole
- James Keach – Emil Kroegh
- Clifford A. Pellow – cumpărătorul de vite

## Premii și nominalizări
- 1979 Oscar
  - Nominalizare la Cel mai bun actor în rol secundar pentru Richard Farnsworth
- 1978 Premiul National Board of Review Award pentru Richard Farnsworth
- 1979 Premiul Societății Naționale a Criticilor de Film pentru Richard Farnsworth

- 1978 Los Angeles Film Critics Association Award pentru Jane Fonda
- 1979 Spur Award al Western Writers of America pentru scenariul lui Dennis Lynton Clark

## Trivia
Filmul, o producție Chartoff-Winkler comandată de United Artists, a fost turnat în Arizona și Colorado.
Cascaderul Jim Sheppard a decedat în scena în care era târât în urma calului, după ce s-a lovit cu capul de un gard.
Recenziile au fost diferite, dar criticii sunt în unanimitate de acord că filmul nu ar fi fost nici pe jumătate la fel de eficient fără imaginea uluitoare a lui Gordon Willis. Pentru că dacă nu se întâmplă nimic cu adevărat pe ecran, există întotdeauna peisajul, care este surprins impresionant.